# Santa María de las Flores, Chiapas
Santa María de las Flores är en ort i Mexiko.   Den ligger i kommunen Ocosingo och delstaten Chiapas, i den sydöstra delen av landet, 800 km öster om huvudstaden Mexico City. Santa María de las Flores ligger 1 059 meter över havet och antalet invånare är 404.
Terrängen runt Santa María de las Flores är varierad. Runt Santa María de las Flores är det ganska glesbefolkat, med 36 invånare per kvadratkilometer. Närmaste större samhälle är Ocosingo, 9,2 km nordväst om Santa María de las Flores. I omgivningarna runt Santa María de las Flores växer i huvudsak städsegrön lövskog.